# Reprezentacja Chile na Mistrzostwach Świata w Wioślarstwie 2009
Reprezentacja Chile na Mistrzostwach Świata w Wioślarstwie 2009 liczyła 6 sportowców. Najlepszym wynikiem było 11. miejsce w jedynce wagi lekkiej mężczyzn.

## Medale

### Złote medale
Brak

### Srebrne medale
Brak

### Brązowe medale
Brak

## Wyniki

### Konkurencje mężczyzn
- jedynka (M1x): Oscar Vasquez Ochoa – 18. miejsce
- jedynka wagi lekkiej (LM1x): Felipe Leal Atero – 11. miejsce
- czwórka bez sternika wagi lekkiej (LM4-): Lorenzo Candia Sandoval, Rodrigo Muñoz Santibañez, Christian Yantani Garces, Fernando Miralles Delgado – 17. miejsce